# Psaume 150 (Bruckner)
Le Psaume 150, WAB 38, est une mise en musique par Anton Bruckner du Psaume 150 composée en 1892.

## Historique
Richard Heuberger demanda à Bruckner de composer un hymne festif pour célébrer l'ouverture de l'Internationale Ausstellung für Musik und Theatherwesen le 7 mai 1892. Bruckner ne fut cependant pas à même pas de terminer la composition dans les temps impartis par Heuberger.
L'œuvre fut créée dans la Musikvereinsaal de Vienne le 13 novembre 1892, avec la Wiener Singverein et la soliste soprano Henriette Standthartner sous la direction de Wilhelm Gericke. Le concert incluait également une ouverture de Schubert, le Concerto pour Piano en mi bémol majeur de Liszt, le Wanderers Sturmlied de Richard Strauss, et la Loreley de Mendelssohn.
Le manuscrit, qui fut dédicacé à Wilhelm Ritter von Härtel, est archivé à l'Österreichische Nationalbibliothek. Il a d'abord été publié en novembre 1892 avec une autre dédicace à Max von Oberleithner, par Doblinger, ainsi qu'une réduction de la partition pour piano par Cyrill Hynais. L'œuvre est publiée par Franz Grasberger dans le Volume XX/6 de la Bruckner Gesamtausgabe.

## Texte
Vermahnung zum Lobe Gottes (Exhortation à la louange de Dieu)
| Halleluja. Lobet den Herrn in seinem Heiligthum; lobet ihn in der Feste seiner Macht; Lobet ihn in seinen Thaten; lobet ihn in seiner großen Herrlichkeit. Lobet ihn mit Posaunen; lobet ihn mit Psalter und Harfe; Lobet ihn mit Pauken und Reigen; lobet ihn mit Saiten und Pfeifen; Lobet ihn mit hellen Cymbeln; lobet ihn mit wohlklingenden Cymbeln. Alles, was Odem hat, lobe den Herrn, Halleluja. | Louez l’Éternel ! Louez Dieu dans son sanctuaire ! Louez-le dans l’étendue, où éclate sa puissance ! Louez-le pour ses hauts faits ! Louez-le selon l’immensité de sa grandeur ! Louez-le au son de la trompette ! Louez-le avec le luth et la harpe ! Louez-le avec le tambourin et avec des danses ! Louez-le avec les instruments à cordes et le chalumeau ! Louez-le avec les cymbales sonores ! Louez-le avec les cymbales retentissantes ! Que tout ce qui respire loue l’Éternel ! Louez l’Éternel ! |

## Composition
Le Psaume 150 en do majeur de Bruckner est composé pour chœur mixte, soliste soprano et orchestre (2 flûtes, 2 hautbois, 2 clarinettes, 2 bassons, 4 cors, 3 trompettes, 3 trombones (alto, ténor et basse), tuba contrebasse, timbales et instruments à cordes),.
À la différence des autres psaumes composés quelque 40 ans plus tôt, pour lesquels il avait utilisé une Bible en langue allemande approuvée par l'Église catholique, Bruckner utilisa cette fois le texte de la Bible de Luther.
L'œuvre de 247 mesures est en do majeur, alla breve, avec comme tempo Mehr langsam! Feierlich, kräftig. Le chœur commence par plusieurs "Hallelujah" avant de passer au la suite du psaume. À la lettre E, marquée Bewegter commence la liste des instruments à la louange de Dieu. À la lettre J, Langsamer suit "Alles, Alles lobe den Herrn". À la lettre K, avec un retour au tempo initial, Bruckner répète les "Hallelujah" d'ouverture et poursuit à la lettre L (mesure 165) par "une fugue complexe", qui débute par les mots "Alles, was Odem hat" (Langsam). Un retour au tempo initial à la lettre R marque le début de la coda avec les mots "Alles, alles lobe den Herrn". Le thème de la fugue est lié à ceux de la fugue de la cinquième symphonie, et de l'Adagio de la neuvième symphonie.
La dernière fois que Bruckner improvisa à l'orgue, il utilisa les thèmes de ce psaume. Le Psaume 150 "possède la même tonalité et la même allure triomphale d'exaltation extatique que le Te Deum".

## Discographie
Le premier enregistrement (c. 1950) a été réalisé par Henry Swoboda avec le Wiener Akademie Kammerchor et les Wiener Symphoniker - LP : Westminster WAL 201 (avec la Symphonie no 6 et le Psaume 112). Cet enregistrement historique des Psaumes 112 et 150, avec celui du Wanderers Sturmlied de Richard Strauss a été récemment transféré sur CD par Klassichaus : GSC052, 2015.
Parmi les dix autres enregistrements, Hans Roelofs sélectionne les quatre suivants :
- Eugen Jochum, Chor der Deutschen Oper Berlin et les Berliner Philharmoniker, 1965, LP : DG SLPM 139137/8 (avec la Symphonie n° 7). Cet enregistrement, qui a été transféré sur CD dans le coffret de 4 CD DG 423 127-2, reste selon Hans Roelofs la référence en la matière.
- Daniel Barenboïm, Chicago Symphony Orchestra & Chorus, 1979, LP : DG 2707 116. Cet enregistrement a été transféré sur CD : DG 437 250-2 (avec la  Symphonie en ré mineur et Helgoland). Il est également disponibles dans le coffret de dix CD DG 477 8903 contenant les Symphonies 0 à 9, le Te Deum et Helgoland.
- Matthew Best, Corydon Singers and Orchestra, 1992, CD : Hyperion CDA66599 (avec la Messe no 3)
- Helmuth Rilling, Gächinger Kantorei et Bach-Collegium Stuttgart, 1996, CD : Hänssler Classic 98.119 (avec la Messe no 2 et le Te Deum)

## Sources
- Max Auer, Anton Bruckner als Kirchenmusiker, Gustav Bosse Verlag, Ratisbonne, 1927, p. 187–200
- Anton Bruckner - Sämtliche Werke, Band XX/6: Psalm 150 (1892), Musikwissenschaftlicher Verlag der Internationalen Bruckner-Gesellschaft, Franz Grasberger (Éditeur), Vienne, 1964
- Elisabeth Meier, "An "inner" biography of Bruckner", Bruckner Studies édité par Timothy L. Jackson et Paul Hawkshaw, Cambridge University Press, Cambridge, 1997
- Nicolas Rast, "A checklist of Essays and Reviews by Heinrich Schenker", Music Analysis, 7 n° 2, Blackwell Publishing, 1988
- Derek Watson, Bruckner, J. M. Dent & Sons Ltd, Londres, 1975
- Paul-Gilbert Langevin, Anton Bruckner, apogée de la symphonie, Lausanne, L'Age d'Homme, 1977, 382 p. (ISBN 2-8251-0880-4, OCLC 4397312, lire en ligne) (Cf. chapitre II.3.)
- Uwe Harten, Anton Bruckner. Ein Handbuch. Residenz Verlag, Salzbourg, 1996.  (ISBN 3-7017-1030-9).
- Cornelis van Zwol, Anton Bruckner – Leven en Werken, Thot, Bussum (Pays-Bas), 2012.  (ISBN 90-686-8590-2)